# LEON RACING
LEON RACING（レオン ・ レーシング）は、SUPER GTのGT300クラスに参戦する日本のレーシングチームである。

## 概要
現在は自動車好きで知られる主婦と生活社会長の遠藤大介が社長を務める『有限会社ケーツー・アールアンドデー（K2 R&D）』を母体としており、同社の雑誌である『LEON』をチーム名に名乗る。チーム運営は黒澤元治親子が担っており、社名の"K2"も「元治と治樹、2人の黒澤」が由来である。
LEONとしてレースに出る理由について、総編集長の西園寺薫は「高級車を自分で運転したり、スーパーカーでレースに参加したりしたい」というLEONの購読層（"おやじ世代"）の夢の実現を挙げている。
チーム結成の発表は『メルセデス・ベンツ・SLS AMGクーペ ブラックシリーズ』の発表会で行われており、メルセデスのイベントでもLEONのドライバーが呼ばれるなどメルセデスとの結びつきは強く、事実上のセミワークス的存在と言える。

## 経歴

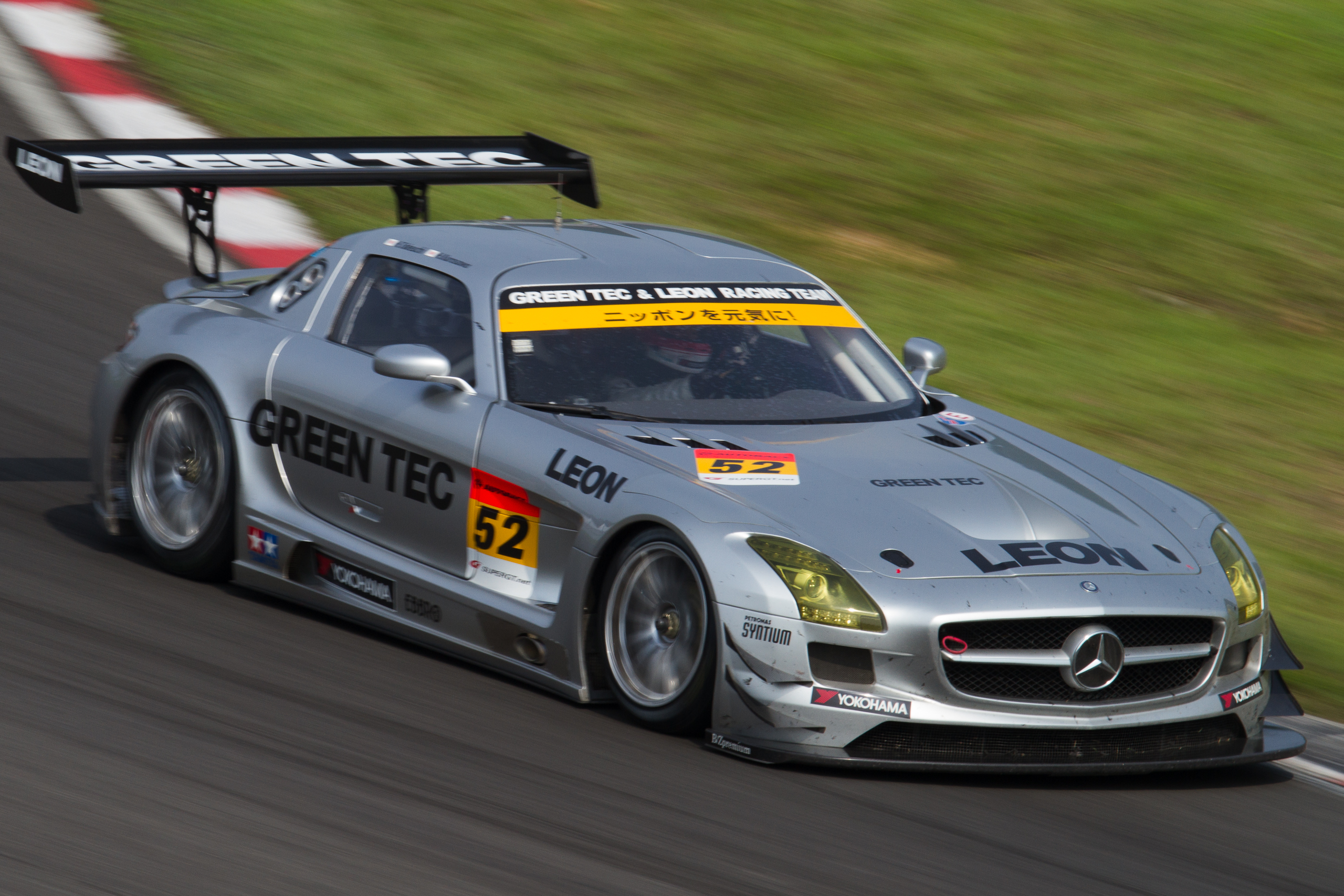
GREEN TEC & LEON SLS（2012年）

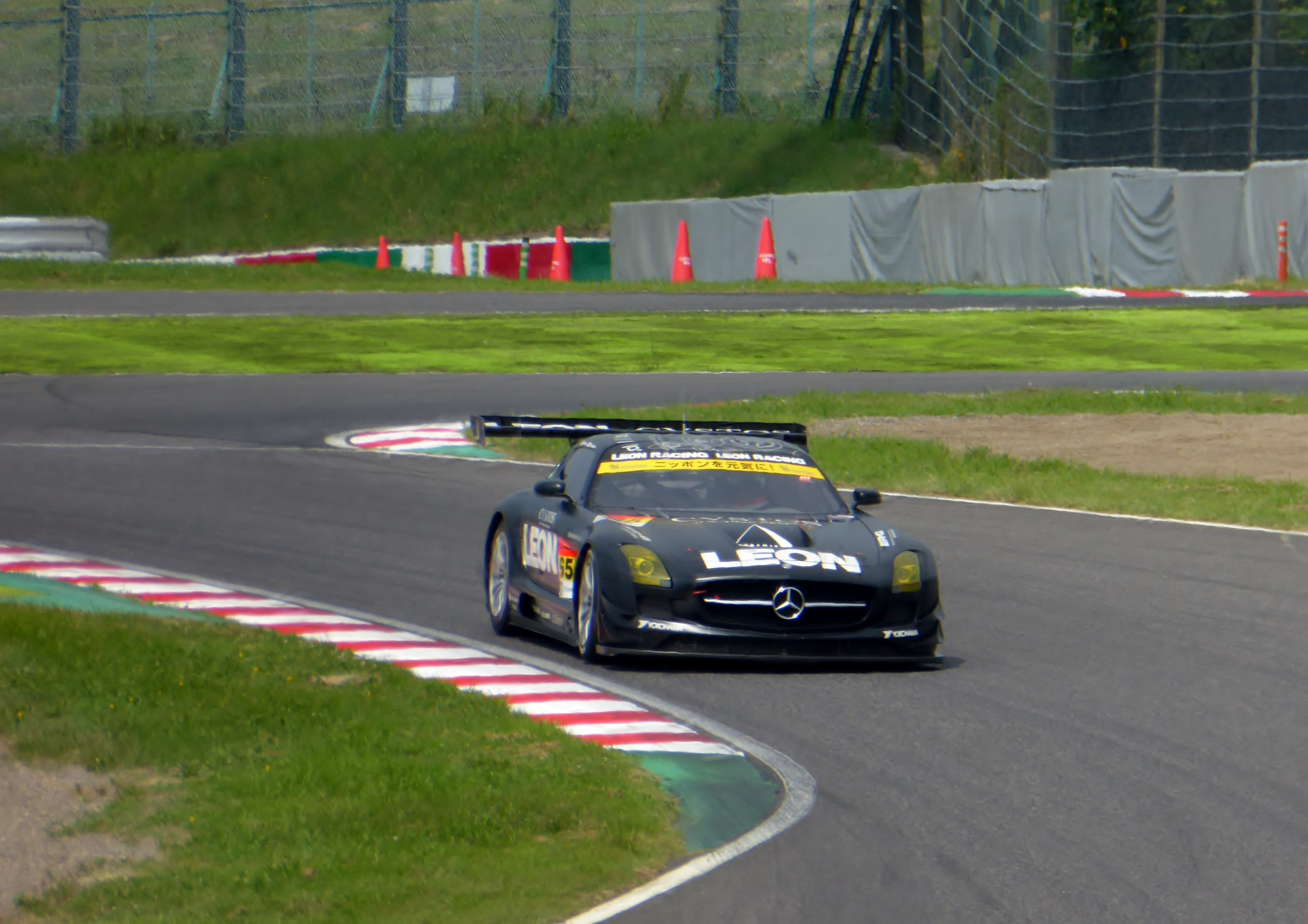
LEON SLS（2015年）

2012年に竹内浩典のSHIFTとジョイントしてSUPER GTのGT300クラスに初参戦。チーム監督は黒澤元治、マシンはメルセデス・ベンツ・SLS AMG。カーナンバーは52。ドライバーは竹内と監督の息子の黒澤治樹、第5戦の第3ドライバーに中谷明彦。第4戦（菅生）で2位表彰台に上がる活躍を見せたが、第5戦（鈴鹿1000km）で、黒澤がドライブ中にARTA HSV-010 GTと接触し横転、負傷し、その後第6戦を欠場。第6戦は黒澤に変わり土屋武士がステアリングを握った。また同年5月、黒澤の弟である黒澤翼が主婦と生活社の編集者として就職している。
2013年からは単独でチームを結成し「LEON RACING」として発進。カーナンバーは62、チーム代表は遠藤大介。監督はそのまま、第1ドライバーは黒澤治樹で、第2ドライバーは加藤正将が務めていたが、第3戦以降は黒澤翼に交代した。また鈴鹿1000kmでは第3ドライバーに中谷が登録された。鈴鹿1000kmではLEON RACINGとして初の3位表彰台を獲得した。
2014年はカーナンバーを65に変えた。昨年同様第1ドライバーは黒澤治樹で固定のまま、第2ドライバーは峰尾恭輔（第1 - 2戦）、黒澤翼（第2 - 7戦）、蒲生尚弥（第8戦）と立て続けに交代している。チームは第4戦（菅生）で表彰台を獲得した。
2015年は監督が黒澤元治から遠藤大介に交代。第1ドライバーは黒澤治樹、第2ドライバーは蒲生で完全に固定した。第4戦（富士）で2位表彰台を獲得した。
2016年は工場長とエンジニアを兼任する溝田唯司が監督に就任。マシンを最新マシンであるメルセデスAMG・GTに変更した。また以前よりスポンサーであった高級時計ブランドのクストス（CVSTOS）がマシン名に、チーム母体のケーツー・アールアンドデー（K2 R&D）がエントラント名に入った。開幕戦岡山では結成4年目にして悲願の初優勝を飾り、初めてポイントランキングトップに立った。しかしその後は入賞もままならない状態が続き、優勝したにもかかわらずチーム史上最低のランキング12位で終えた。
2017年はタイヤをヨコハマからブリヂストンへとスイッチ。開幕戦ではポールポジションを獲得し、決勝では2位につける。第6戦は最後の開催となる鈴鹿1000kmで、1周目にピットインする奇策を披露。これが的中した上に優れたペースでつちやエンジニアリングの25号車VivaC 86 MCを抜き去って優勝、再びポイントランキングトップに立った。しかし、次戦（タイ）ではピット作業でタイヤ交換中にジャッキを降ろしてしまうミスがあり、GOODSMILE RACING & TeamUKYO（4号車）に大差で首位を奪還されてしまう。最終戦は前輪2本交換で、終盤に蒲生が無交換作戦のARTAを捉えてトップに立ち優勝を飾ったが、4号車が3位に入ったため惜しくもタイトルを逃した。ランキングはチーム史上最高の2位となった。
2018年はタイヤ、ドライバー共に前年と同様の体制。取りこぼしのないようにと語った通り安定した速さを見せ全戦でポイントを獲得したものの、4位が4回と表彰台に登れないレースが続いた。ポイントが分散したこともあってランキング2位で最終戦を迎えるも、ランキング1位の55号車との差は12ポイントあった。また、3位以下とのポイント差から、優勝+55号車との順位次第という厳しい条件だった。しかし予選では55号車が10番手に沈んだのに対し、65号車は2番手を獲得。決勝ではスタート直後に0号車と接触するトラブルを起こし順位を下げるも、トップを走っていた88号車のトラブルなどにも助けられ、更にタイヤ無交換作戦で0号車の前に出る形でトップを奪取。同じくタイトルを争う31号車や0号車を振り切ってシーズン初優勝を飾ると共に、55号車が8位に終わったことで、共にチーム初となるドライバーズタイトル・チームタイトルのダブルタイトルを獲得した。
2019年シーズンは新たにPYRAMIDをタイトルスポンサーに迎え、車名も「LEON PYRAMID AMG」に変更となった。ただ、以前よりスポンサーであったCVSTOSが2019年よりARTAのスポンサーを務めることになり、車体等からCVSTOSのロゴがなくなった。ドライバー陣は第5戦富士まで昨年と同様の体制で参戦。第6戦オートポリスからは黒澤治樹に代わりFIA F4などで活躍する菅波冬悟が第2ドライバーに起用され、黒澤はチーム監督に就任した。シーズンを通して予選が奮わず12、13番手からのスタートが多かったが、卓越した戦略やドライビングで表彰台まで少しというレースが多かった。第4戦タイでは波乱のレースの中3位に入り、今季初の表彰台を獲得。第5戦富士では後方からのスタートながら5番手まで巻き返して表彰台を狙っていたが、他車から脱落したパーツがオイルクーラーを直撃したことで白煙が上がりピットに戻ったのち、今季初のリタイアを喫した。最終戦もてぎでは予選3番手を獲得し、決勝ではタイヤ無交換作戦によってトップに立ち、最終ラップまで順調に周回を重ね、もてぎ3連覇を目指していたがゴール目前でガス欠を起こしスローダウン。優勝目前でのスローダウンの中、ホームストレートでGAINERの11号車に追い越され2位に後退した。なお、チェッカーを受けた蒲生は怒りを露わにしてマシンを降りている。チームランキングは6位。
2020年シーズンより新車のAMG GT3 EVOで参戦する。
2023年シーズンにおいては、監督の黒澤がRd.5およびRd.7において第3ドライバーとして登録されることが発表された。レギュラーの体制は変更せず、長距離戦におけるリザーブドライバーの立ち位置としての登録となり、監督は代理を立てるとしている。

## 戦績

### SUPER GT
| 年     | エントラント名              | 使用車両                       | ドライバー                                                            | クラス | 1      | 2       | 3      | 4       | 5       | 6       | 7       | 8      | 順位 | ポイント |
| ------ | --------------------------- | ------------------------------ | --------------------------------------------------------------------- | ------ | ------ | ------- | ------ | ------- | ------- | ------- | ------- | ------ | ---- | -------- |
| 2012年 | GREEN TEC & LEON with SHIFT | メルセデス・ベンツ SLS AMG GT3 | 竹内浩典 黒澤治樹（Rd.1-5,7-FSC） → 土屋武士（Rd.6） 中谷明彦（Rd.5） | GT300  | OKA 12 | FSW 10  | SEP 6  | SUG 2   | SUZ Ret | FSW DNS | AUT Ret | TRM 8  | 11位 | 35       |
| 2013年 | LEON RACING                 | メルセデス・ベンツ SLS AMG GT3 | 黒澤治樹 加藤正将（Rd.1-2） → 黒澤翼（Rd.2-FSC） 中谷明彦（Rd.5）     | GT300  | OKA 6  | FSW 8   | SEP 8  | SUG 7   | SUZ 3   | FSW 4   | AUT 18  | TRM 6  | 6位  | 64       |
| 2014年 | LEON RACING                 | メルセデス・ベンツ SLS AMG GT3 | 黒澤治樹 峰尾恭輔（Rd.1-2） → 黒澤翼（Rd.2-7） → 蒲生尚弥（Rd.8）     | GT300  | OKA 5  | FSW 8   | AUT 10 | SUG 2   | FSW 8   | SUZ Ret | CHA Ret | TRM 6  | 8位  | 51       |
| 2015年 | LEON RACING                 | メルセデス・ベンツ SLS AMG GT3 | 黒澤治樹 蒲生尚弥                                                     | GT300  | OKA 22 | FSW 7   | CHA 5  | FSW 2   | SUZ 6   | SUG 7   | AUT 12  | TRM 5  | 7位  | 63       |
| 2016年 | K2 R&D LEON RACING          | メルセデスAMG・GT3             | 黒澤治樹 蒲生尚弥                                                     | GT300  | OKA 1  | FSW Ret | SUG 16 | FSW 23  | SUZ 8   | CHA 11  | TRM 9   | TRM 24 | 13位 | 43       |
| 2017年 | K2 R&D LEON RACING          | メルセデスAMG・GT3             | 黒澤治樹 蒲生尚弥                                                     | GT300  | OKA 2  | FSW 5   | AUT 10 | SUG 7   | FSW 13  | SUZ 1   | CHA 13  | TRM 1  | 2位  | 95       |
| 2018年 | K2 R&D LEON RACING          | メルセデスAMG・GT3             | 黒澤治樹 蒲生尚弥                                                     | GT300  | OKA 4  | FSW 4   | SUZ 7  | CHA 4   | FSW 4   | SUG 8   | AUT 5   | TRM 1  | 1位  | 91       |
| 2019年 | K2 R&D LEON RACING          | メルセデスAMG・GT3             | 黒澤治樹（Rd.1-5) 蒲生尚弥 菅波冬悟（Rd.6-8）                         | GT300  | OKA 6  | FSW 5   | SUZ 14 | CHA 3   | FSW Ret | AUT 7   | SUG 4   | TRM 2  | 6位  | 67.5     |
| 2020年 | K2 R&D LEON RACING          | メルセデスAMG・GT3 EVO         | 蒲生尚弥 菅波冬悟                                                     | GT300  | FSW 6  | FSW 4   | SUZ 6  | TRM 1   | FSW 3   | SUZ 10  | TRM 19  | FSW 4  | 3位  | 81       |
| 2021年 | K2 R&D LEON RACING          | メルセデスAMG・GT3 EVO         | 蒲生尚弥 菅波冬悟                                                     | GT300  | OKA 2  | FSW 4   | SUZ 15 | TRM 9   | SUG 14  | AUT 9   | TRM Ret | FSW 2  | 6位  | 64       |
| 2022年 | K2 R&D LEON RACING          | メルセデスAMG・GT3 EVO         | 蒲生尚弥 篠原拓朗                                                     | GT300  | OKA 3  | FSW 15  | SUZ 13 | FSW Ret | SUZ 6   | SUG 6   | AUT 3   | MOT 18 | 8位  | 51.5     |
| 2023年 | K2 R&D LEON RACING          | メルセデスAMG・GT3 EVO         | 蒲生尚弥 篠原拓朗 黒澤治樹（Rd.5,7）                                  | GT300  | OKA 2  | FSW 4   | SUZ 12 | FSW 25  | SUZ Ret | SUG 6   | AUT 12  | MOT 2  | 6位  | 61       |
| 2024年 | K2 R&D LEON RACING          | メルセデスAMG・GT3 EVO         | 蒲生尚弥 篠原拓朗                                                     | GT300  | OKA 2  | FSW 26  | SUZ 8  | FSW 1   | SUZ 4   | SUG 1   | AUT 6   | MOT 2  | 2位  | 108      |
| 2025年 | K2 R&D LEON RACING          | メルセデスAMG・GT3 EVO         | 蒲生尚弥 菅波冬悟                                                     | GT300  | OKA 1  | FSW     | SEP    | FSW     | SUZ     | SUG     | AUT     | MOT    | 1位* | 28*      |